# Ted Grant
Ted Grant, pseudonimo di Isaac Blank (Germiston, 9 luglio 1913 – Londra, 20 luglio 2006), è stato un attivista britannico nato in Sudafrica da padre ebreo russo e da madre francese.
Quale principale teorico e dirigente di un ramo del movimento trotskista (il Comitato per un'internazionale dei lavoratori che diede origine alla tendenza Militant in Gran Bretagna dal 1964 al 1992 e, in seguito, alla Tendenza Marxista Internazionale), è considerato il fondatore di una particolare corrente del pensiero marxista (a volte chiamata grantismo).

## Posizioni politiche
Ted Grant si considerava un marxista, un leninista ed un trotskista. Le sue idee si distinguono per una forte enfasi sui seguenti aspetti:
- La caratterizzazione degli Stati cosiddetti a "socialismo reale" sorti dopo la Seconda Guerra Mondiale come "Stati operai deformati" ovvero regimi di "bonapartismo proletario", senza quindi distinzione qualitativa rispetto all'URSS stalinista.[2] Grant ha in particolare sviluppato un approfondimento teorico della teoria di Trotsky sul bonapartismo proletario che lo conduceva a ritenere probabile, nel contesto degli anni dal 1945 al 1991, la formazione di nuovi "Stati operai" burocratizzati in Paesi economicamente arretrati anche sulla base di colpi di Stato militari di sinistra e di movimenti guerriglieri contadini.[3] Secondo Grant, le differenze tra questi Paesi sono secondarie e le polemiche che sorgono tra i loro dirigenti strumentali ed espressione di contrapposizioni burocratiche.[4][5] Diversamente dalla maggior parte dei gruppi trotskisti, Ted Grant riteneva che anche la Birmania e la Siria, nonostante non utilizzassero una retorica comunisteggiante, rientrassero in questa casistica nel periodo in cui avevano un'economia pianificata.[6] Per tutti questi Paesi, Grant riteneva valida la classica rivendicazione trotskiana di una "rivoluzione politica" dei lavoratori che stabilisse una "democrazia operaia" pur preservando la pianificazione economica, sullo stile di quanto rivendicato dall'ala operaia della Rivoluzione Ungherese del 1956.[7]
- L'accentuazione dell'importanza della tattica del fronte unico elaborata dalla Terza Internazionale negli anni Venti e una riformulazione della tattica entrista proposta in alcuni casi da Trotsky ai suoi seguaci negli anni Trenta. Secondo Grant, l'entrata dei gruppi trotskisti nei grandi partiti di sinistra e nelle organizzazioni sindacali più importanti era un'applicazione concreta del fronte unico alle condizioni in cui si sono trovati a lavorare i trotskisti dopo il 1945, in un contesto in cui la Quarta Internazionale non è certo diventata un punto di riferimento per la gran parte dei lavoratori e dei giovani di sinistra. In particolare a partire dalla fine degli anni Cinquanta, Ted Grant sviluppò una concezione originale di entrismo (definita "diversa dall'entrismo classico" e anche in contrapposizione con l'"entrismo profondo" pablista) per cui i rivoluzionari devono svolgere lavoro politico "dentro, fuori e attorno alle organizzazioni di massa" in quanto "i lavoratori, quando iniziano a muoversi, lo fanno attraverso le proprie organizzazioni tradizionali di massa" e quindi "fuori dal movimento operaio non c'è nulla".[8] Questa posizione farà sì che i gruppi che fanno riferimento al pensiero di Ted Grant tendano a prendere fortemente le distanze dalla maggior parte delle organizzazioni che si rifanno alla Quarta Internazionale, considerandoli caduti vittima di degenerazioni settarie e sotto l'influenza di ideologie della piccolo borghesia (guerriglierismo, nazionalismo di sinistra, studentismo, terzomondismo, femminismo accademico ecc.).

## Biografia politica

### Gli inizi
I suoi genitori avevano divorziato e perciò la madre, presso cui Isaac viveva, dava in affitto delle stanze della casa per aumentare le entrate familiari. Uno di questi affittuari, Ralph Lee, introdusse il futuro Ted Grant alle idee marxiste e lo mise in contatto con le posizioni del giornale trotskista statunitense The Militant. Nel 1934, i due fondarono un piccolo gruppo trotskista in Sudafrica ma presto decisero, insieme ad un terzo compagno (Max Basch) di emigrare a Londra dove ritenevano ci fossero maggiori possibilità per lo sviluppo del movimento.
Nel viaggio in nave verso l'Europa, Blank assunse lo pseudonimo Edward Grant (dal nome di un membro dell'equipaggio), che sarà sempre abbreviato in Ted Grant. Il gruppo fece una tappa in Francia dove incontrò il figlio di Trotsky, Lev Sedov, responsabile per l'Europa della Quarta Internazionale.
In Gran Bretagna, Grant aderì al Marxist Group (Gruppo Marxista), che in quei tempi faceva parte del Partito Laburista Indipendente (ILP). Prese parte alla battaglia di Cable Street in cui ebrei e militanti di sinistra si scontrarono con i fascisti di Lord Mosley. Quando la direzione del gruppo decise di non seguire il suggerimento di Trotsky, che proponeva di iniziare un lavoro all'interno del Partito Laburista, Grant fu tra quanti si scissero per formare il piccolo Bolshevik-Leninist Group (Gruppo Bolscevico-Leninista), meglio noto come Militant Group (Gruppo Militante).

### Guerra e dopoguerra
In seguito a successive scissioni e riunificazioni, Ted Grant divenne prima leader della Workers' International League (Lega Operaia Internazionale, che si contrapponeva alla Revolutionary Socialist League, Lega Socialista Rivoluzionaria, negli anni dal 1939 al 1941, chiedendo entrambe di essere ammesse come sezione ufficiale britannica della Quarta Internazionale) e poi, insieme a Jock Haston, del Revolutionary Communist Party (Partito Comunista Rivoluzionario) attivo durante la Seconda guerra mondiale (sezione ufficiale dell'Internazionale dal 1944).
In quegli anni Ted Grant difese, contro chi nel movimento trotskista sosteneva una riedizione della tattica leniniana del disfattismo rivoluzionario, quella che secondo l'RCP era la più opportuna politica militare proletaria (definizione di Trotsky). Grant, Haston e i loro seguaci si rifiutarono di proporre il sabotaggio dello sforzo bellico britannico e campagne a favore della diserzione; pur criticando quello che consideravano il "patriottismo" opportunista dei comunisti staliniani e dei laburisti (e proseguendo l'attività sindacale anche durante la guerra), svolsero attività di propaganda nell'esercito alleato sostenendo la necessità di trasformare la "guerra inter-imperialista" contro Hitler e Mussolini in una "guerra rivoluzionaria" contro il fascismo e contro il capitalismo.
Dopo la guerra, si aprì un forte dibattito all'interno della Quarta Internazionale su come rivedere le prospettive di Trotsky per il dopoguerra alla luce dell'esito del conflitto. Il gruppo dirigente internazionale ritenne che si stesse aprendo nell'Europa occidentale un periodo di dittature o semidittature capitaliste, in un contesto economico di profonda recessione. Grant si fece presto sostenitore di una posizione critica rispetto a questa teoria, sostenendo al contrario che per il capitalismo mondiale si aprisse una fase di espansione economica e di "controrivoluzione in forma democratica" dopo le gigantesche convulsioni degli anni Trenta e Quaranta. Anche sul carattere dell'espansione dello stalinismo in Europa orientale, e in generale sul ruolo che le organizzazioni staliniste e socialdemocratiche avrebbero avuto nel nuovo assetto politico mondiale, ci furono scontri tra le posizioni di Ted Grant e quelle della Segreteria Internazionale.
In seguito ad una prima rottura (fondamentalmente su questioni tattico-organizzative) con la direzione della Quarta Internazionale (di fatto, la sezione statunitense), rappresentata in Gran Bretagna dal suo fiduciario Gerry Healy, Grant con alcuni compagni fondò un piccolo gruppo all'interno del Partito Laburista, che solo nel 1957 (dopo la scissione internazionale promossa dal dirigente USA James P. Cannon e dallo stesso Healy) sarà riconosciuto come unica sezione britannica dell'Internazionale. Ad ogni modo dal punto di vista politica il gruppo aveva sviluppato una sua linea teoricamente ben definita che lo differenziava nettamente dalle posizioni prevalenti nella Segreteria pablista; in particolare, Ted Grant ha caratterizzato sin dall'inizio come forme di "bonapartismo proletario" regimi come quello di Tito in Jugoslavia, di Mao Zedong in Cina, di Fidel Castro a Cuba. Questo gruppo riutilizzò il nome di Revolutionary Socialist League, ma sarà conosciuto soprattutto come Militant Tendency (Tendenza Militante), dal nome del giornale lanciato dalla RSL a metà degli anni Sessanta: Militant.

### Nascita e sviluppo delMilitant

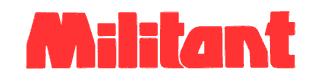
La storica testata del Militant

Il Militant fu fondato nel 1964 quando il gruppo di Ted Grant si apprestava a rompere definitivamente con il Segretariato Unificato della Quarta Internazionale (ufficialmente, in seguito alle posizioni assunte da questa al suo VIII Congresso del 1965, che secondo la RSL facevano eccessive aperture di credito alla guerriglia latinoamericana e a concezioni terzomondiste). Dopo questa rottura, il grantismo non tenterà più alcuna forma di riavvicinamento organizzativo alle altre forze di tradizione trotskista (che verranno generalmente definite sprezzantemente "sette" nelle pubblicazioni di questa tendenza); piuttosto che spendersi nel vivace dibattito tra le altre organizzazioni discendenti dalla Quarta Internazionale, si dedicherà alla costruzione autonoma delle proprie forze sia in Gran Bretagna che su scala internazionale (fondando nel 1974 il Comitato per un'Internazionale Operaia, CWI nella sigla inglese, con sostenitori inizialmente anche in Svezia ed Irlanda e successivamente in Spagna, Pakistan, Italia, Grecia ecc.).
La Militant Tendency cresce rapidamente verso la fine degli anni Sessanta e durante tutti gli anni Settanta, presentandosi pubblicamente come ala marxista del Partito Laburista. L'uscita dal partito di altre formazioni rivali all'interno della sinistra laburista apre la strada alla conquista della maggioranza nei Giovani Socialisti, organizzazione giovanile del Partito Laburista, da parte dei sostenitori del Militant. All'inizio degli anni Ottanta, il sostegno alle idee della tendenza cresce anche in molte organizzazioni locali del partito; su questa base, la Militant Tendency, che veniva definita sulla stampa "il quarto partito politico britannico", riesce ad ottenere l'elezione alla Camera dei Comuni di 3 suoi affiliati (Dave Nellist, Terry Fields e Pat Wall, che divennero celebri per lo slogan Un salario da operaio per un parlamentare operaio!).
In quegli anni, la tendenza grantista contrastò sistematicamente le posizioni riformiste e socialdemocratiche della maggioranza laburista e condusse una battaglia analoga anche all'interno delle Trade Unions (conquistando pure in esse alcune importanti posizioni). La proposta politica avanzata dalle pagine del Militant era quella di un partito laburista condotto su posizioni marxiste che vincesse le elezioni "sulla base di un programma di trasformazione socialista della società". In sinergia con vigorose lotte sociali, il governo rivoluzionario avrebbe dovuto promulgare un Enabling Act (una legge che desse all'esecutivo i pieni poteri) e procedere alla nazionalizzazione sotto il controllo dei lavoratori delle principali grandi aziende del Regno Unito, ponendo così le basi per l'avvio di un processo rivoluzionario che avrebbe innescato un tentativo di instaurazione del socialismo e di una "democrazia operaia" di tipo consiliare anche su scala internazionale.
La sinistra laburista raccolta attorno al Militant ebbe un ruolo molto forte nella vita politica britannica in due occasioni:
- Negli anni Ottanta la Militant Tendency prese il controllo del Partito Laburista a Liverpool e, attraverso questo, della maggioranza del consiglio comunale. La posizione conquistata dai trotskisti a Liverpool nel 1983 fu utilizzata per una serie di impegnative misure di carattere sociale (edilizia popolare, lotta alla disoccupazione ecc.).[16] Si aprì presto uno scontro tra la municipalità di Liverpool (e altre città governate da altre formazioni della sinistra laburista, come Londra allora guidata da Ken Livingstone) e il governo del regno, guidato dal Primo Ministro tory Margaret Thatcher: in un generale contesto di [austerity] vennero tagliati i fondi riservati agli enti locali controllati in gran parte dalla sinistra; mentre Londra cedette alle pressioni del governo centrale affinché venisse ristabilito il pareggio di bilancio, i trotskisti di Liverpool si rifiutarono di sottostare a quello che vedevano come un ricatto economico-politico da parte del proprio principale nemico politico e come un attacco alle condizioni sociali dei ceti meno abbienti. La disputa si concluse con la rimozione dalle proprie cariche dei 47 consiglieri comunali "ribelli", che verranno messi sotto processo, e con un drastico ridimensionamento dei poteri delle autonomie locali.
- Alla fine degli anni Ottanta, in un nuovo tentativo di ridurre il peso sull'economia dei trasferimenti agli enti locali, il governo Thatcher introdusse la Community Charge, una tassa a carattere regressivo per il finanziamento delle casse comunali. La riforma fiscale suscitò un'amplissima opposizione popolare, che venne diretta dalle Anti Poll Tax Unions ("Unioni contro la Poll Tax": con poll tax si indica in inglese un'imposta la cui aliquota non dipende dal reddito) egemonizzate dalla corrente politica di Ted Grant. Fino a 18 milioni di persone praticarono una forma di disobbedienza civile rifiutandosi di pagare la nuova tassa; fra questi, il parlamentare trotskista Terry Fields che fu perciò incarcerato per 60 giorni[17]. Le misure intraprese dalle autorità per ottenere il pagamento della Poll Tax divennero sempre più draconiane conducendo spesso a vere e proprie rivolte popolari, tra cui quella verificatasi durante una manifestazione di 200.000 persone a Trafalgar Square a Londra. Margaret Thatcher diede le dimissioni il 22 novembre 1990; la riforma fiscale venne abrogata. Secondo molti, questo movimento guidato dal Militant ebbe un ruolo decisivo nella fine del thatcherismo.

### La fine delMilitante la fondazione del CMI/IMT
I sostenitori del Militant sono stati fatti oggetto numerose volte di espulsioni da parte della direzione laburista. Le accuse che giustificavano questi provvedimenti erano quella di avere un'organizzazione frazionistica parallela alla struttura ufficiale del Labour Party (in effetti il Militant arrivò ad avere più funzionari pagati che il partito) e quella di non rispettare, anche nell'attività politica esterna, la linea socialdemocratica del partito. Per difendersi da queste continue minacce di espulsioni il gruppo capeggiato da Ted Grant spesso non pubblicizzava apertamente la propria struttura organizzativa, la quale tuttavia venne rivelata alla pubblica opinione da un'inchiesta giornalistica (secondo i sostenitori di Ted Grant, in odore di "caccia alle streghe"): March of the Militant (1984), di Michael Crick.
Durante tutti gli anni Settanta, lo spostamento a sinistra della base laburista rese possibile ai trotskisti esercitare una forte resistenza agli attacchi da parte della direzione. Grant fu espulso solo nel 1983 da Michael Foot (allora leader del Partito Laburista) insieme al comitato di redazione della rivista, tuttavia l'azione contro la corrente grantista non fu condotta con molta determinazione e di fatto non intaccò la forza dei trotskisti nella struttura del partito. Dopo i fatti di Liverpool, il nuovo leader Neil Kinnock nel congresso del 1985 lanciò un attacco aperto contro il Militant e contro la corrente del leader dei minatori Arthur Scargill, avviando di fatto un processo di riassetto dell'immagine del Partito Laburista che lo rendesse più accettabile agli occhi dell'elettorato moderato e dell'imprenditoria britannica. Molti dirigenti trotskisti furono espulsi e questa volta era chiara l'intenzione della destra laburista (sostenuta da una forte campagna di stampa e televisiva) di provare a farla finita una volta per tutte con Ted Grant e i suoi seguaci. Migliaia di sostenitori del gruppo e i suoi 3 parlamentari erano comunque ancora membri del partito.
All'inizio degli anni Novanta i successi ottenuti dal Militant nei comitati anti Poll Tax diedero fiato a quanti all'interno del movimento sostenevano la necessità di una svolta verso un lavoro indipendente dal Partito Laburista. D'altronde il Militant sostenne, nelle elezioni suppletive di un collegio di Liverpool nel 1991, una candidata trotskista (Lesley Mahmood) opposta alla candidatura ufficiale laburista (John Kilfoyle, cui Kinnock aveva tra l'altro dato la responsabilità di epurazione dai trotskisti le file del partito). Inizialmente questa svolta venne presentata dai suoi fautori come una proposta puramente tattica e legata alle condizioni particolari della situazione politica scozzese, dove un importante dirigente del gruppo, Peter Taaffe proponeva la creazione di una nuova formazione, lo Scottish Militant Labour. Ted Grant ed altri si opposero duramente alla cosiddetta "svolta scozzese", a cui aderì la maggioranza dell'ex gruppo del Militant. In seguito la svolta divenne una ridefinizione profonda della linea politica e tattica del gruppo, che condusse alla promozione di piccole scissioni ("nuovi partiti operai") dai partiti tradizionali di sinistra in quasi tutti i Paesi (con l'esplicita eccezione dell'Italia, dove Taaffe teorizza che non sia necessario formare un nuovo partito operaio perché esiste già Rifondazione Comunista); in Scozia vi fu anche una crescente rivalutazione del nazionalismo scozzese, che condusse infine alla rottura dello Scottish Militant Labour con il gruppo taaffista e alla fondazione dello Scottish Socialist Party (Partito Socialista Scozzese) su posizioni nazionaliste di sinistra. Parallelamente, in Inghilterra e nel Galles il gruppo di Taaffe, dopo aver abbandonato la testata Militant, promosse la fondazione di una formazione denominata Socialist Alliance (Alleanza Socialista) da cui fu successivamente estromesso e costituisce oggi il Partito Socialista di Inghilterra e Galles.
Gli oppositori della svolta scozzese sostenevano che fosse necessario proseguire sulla strada dell'entrismo e accusavano Peter Taaffe di estremismo, settarismo ed avventurismo, oltre che di "mettere a rischio quarant'anni di lavoro". A loro giudizio, il movimento di massa contro la Poll Tax aveva favorito l'ingresso nel gruppo di molte nuove reclute con un basso livello politico che venivano facilmente strumentalizzate da una parte degenerata dell'apparato dell'organizzazione che aveva sviluppato delle pericolose ambizioni soprattutto in Scozia; anche sulla vicenda Lesley Mahood, Ted Grant e  Rob Sewell tennero toni assai meno trionfali di quelli assunti dalla maggioranza. I sostenitori di Ted Grant vennero dunque messi in minoranza nella loro organizzazione ed infine espulsi nel 1992. Il principale dirigente al fianco di Grant oltre a Sewell era Alan Woods, che è oggi il leader internazionale del gruppo che si formò da quella scissione: il Comitato per un'Internazionale Marxista (CMI nella sigla inglese), dal 2006 denominato ufficialmente Tendenza Marxista Internazionale (IMT). La scissione britannica infatti, che condusse Grant e Woods alla fondazione di una nuova rivista (Socialist Appeal, Appello Socialista), si ripercosse su scala internazionale provocando la fuoruscita dal CMI di una parte maggioritaria dei militanti, che andarono a formare il Comitato per un'Internazionale Marxista, il cui organo è il sito web In defence of Marxism.

### Gli ultimi anni
Oltre alla ricostruzione di una sua tendenza internazionale, sostenuta anche con alcuni viaggi in vari Paesi europei per incontri coi propri sostenitori e assemblee pubbliche, Ted Grant si dedicò negli ultimi anni della sua vita ancora al lavoro teorico, pubblicando diversi articoli e libri sull'attualità e sulla storia (in particolare della Russia), sul rapporto tra il materialismo dialettico e la scienza, sulla storia del suo movimento. Nel 2003, mentre teneva un discorso, fu colpito da un infarto che interruppe la sua attività pubblica; continuò a seguire gli sviluppi dell'attività dell'IMT fino alla sua morte, all'età di 93 anni, con la quale scompare l'ultimo esponente dell'originario gruppo dirigente della Quarta Internazionale.